# Vårkotteskål
Vårkotteskål (Rutstroemia bulgarioides) är en svampart som först beskrevs av Gottlob Ludwig Rabenhorst, och fick sitt nu gällande namn av Petter Adolf Karsten 1871. Rutstroemia bulgarioides ingår i släktet Rutstroemia och familjen Rutstroemiaceae.   Inga underarter finns listade i Catalogue of Life.
I den svenska databasen Dyntaxa används istället namnet Piceomphale bulgarioides för samma taxon.  Arten är reproducerande i Sverige.

## Källor

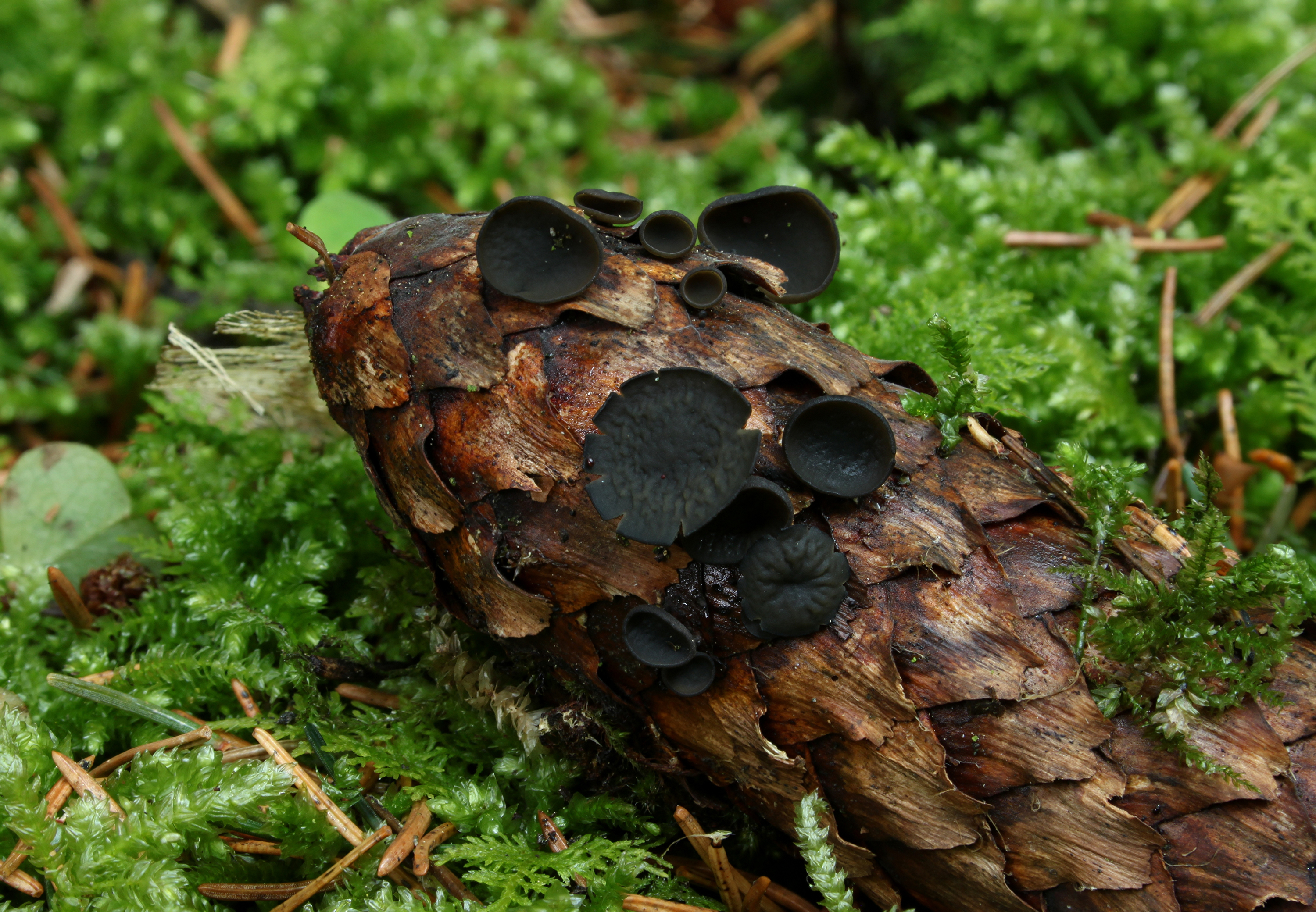